# Israel Centeno
Israel Centeno (Caracas, 1958) es un novelista y cuentista venezolano, editor, promotor cultural y profesor de escritura creativa. Su obra ha sido editada en Venezuela, España y Estados Unidos. Ha dedicado gran parte de su tiempo a la formación de escritores como profesor de creatividad literaria desde el año 2005. En 1994 fundó la editorial Memorias de Altagracia dedicada a la difusión de narrativa hispanoamericana, de la cual fue director durante 15 años. 

## Biografía
Nació en Caracas, Venezuela, en 1958. En 1980 estudió actuación y dirección teatral en La Escola D’Actor en Barcelona, España. En 1993 ingresó a Fundalibro y participó en la organización de más de 37 ferias. En 1997 se convierte en coordinador del programa de formación editorial en el CENAL (Centro Nacional del Libro). En 1998 realiza el curso piloto de post-grado en gerencia cultural en la Universidad Católica Andrés Bello; ese mismo año es el cronista de la semana en poesía para el periódico El Nacional. En el año 2002 publicó su novela El complot, en la que hay una crítica al comunismo y la tiranía. Por esta razón empezó a recibir amenazas de muerte y en el 2010 se vio forzado a huir de Venezuela a Estados Unidos.
En 2020, fue entrevistado por Maritza Jiménez, y le confesaría que: «He ido desarrollando un libro sobre un personaje que ya toqué en "Bajo las hojas", el detective Rubén Tenorio y tengo pensado comenzar pronto una novela de la que ya he hecho algunas anotaciones. Hasta los momentos parece que es un thriller político sobre secuestros y espionaje».

Actualmente reside en la ciudad de Pittsburgh, Pennsylvania, con su esposa y dos hijos como escritor de residencia en City of Asylum. 

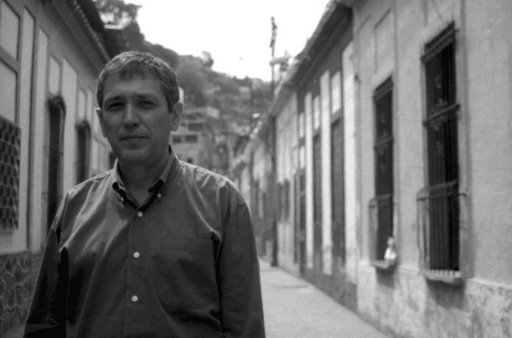
Foto: Laura Morales Balza.

## Acerca de su obra
En el ámbito formal, la obra de Centeno tiene relación con la estructura literaria de los años 90, pues construye los relatos prestando atención a la forma, destacando su trabajo con las imágenes y al mismo tiempo construye tramas en las que nunca descuida la anécdota. Él mismo ha reconocido este hecho: «Me gusta trabajar aspectos como la aridez, el esperpento y situaciones sórdidas, pero el lirismo inmediatamente interviene. La apuesta lírica en el lenguaje es muy importante, dar esos giros, incorporar una imagen. Eso tiene mucho que ver con lo que hice en Calletania, una novela del barrio donde hay toda una incorporación de imágenes y metáforas muy precisas que van a perfilar mi voz. Meterme con situaciones muy duras, como lo hice en Bengala y salir relativamente ileso, es posible por el recurso de las imágenes» (Centeno 2006b: 12).
En cuanto a temáticas, predomina la reflexión sobre Venezuela, su reticencia ante el proceso modernizador que ha sufrido el país y su relación de amor-odio con la ciudad. Dentro de esto, vemos temas como las ilusiones perdidas, así como también la presencia de personajes nostálgicos y melancólicos. Se inspira en Dostoievski y Onetti (retrato del fracaso), en Liendo (sueños incumplidos), Poe (terrores irracionales) y Ramos Sucre (pulsiones oscuras).
Roberto Echeto, también escritor venezolano, señala sobre la obra de Centeno: «Las historias de Israel nos dicen que todo intento de clasificación de la literatura es un ejercicio necio. Sus relatos huelen a semáforo, a calle, a plomo, a Caracas, nuestra hedionda Caracas, pero también están llenos de sexo duro, de pepas, de perico, de marihuana, de indigentes espirituales, de personajes que, a duras penas, sacan fuerzas para realizar alguna acción heroica, de bares fríos y oscuros que son como úteros protectores contra la realidad, de transformistas que se parecen a Cher, de piedreros karatekas que escriben cómics, de gente que no puede vivir en la luz porque desaparecería como los vampiros, de sujetos que se parecen al vecino peluquero, a la masajista, al conserje guajiro o al mafioso colombiano dueño de una línea de taxis que también vive en nuestro edificio». 
Entre algunas de sus publicaciones está Jinete a pie, una novela distópica que cuenta la historia de un hombre que está intentando sobrevivir en una Caracas que se encuentra en ruinas, dominada por motorizados. El protagonista, Roberto Morel, un antiguo profesor, sufre, al igual que el resto de personajes, de desmemoria: poco se sabe con certeza del pasado de cada uno de los individuos que habitan en la ficción; sin embargo, Morel está obsesionado con rescatar los recuerdos de sus viejos romances. Pero Jinete a pie es más que un relato de amores perdidos. Lo que destaca de la obra es la recreación de un universo decadente, en el que predominan la miseria y la violencia. 
En la novela, Centeno nos muestra una Caracas baldía, solitaria y en ruinas, sin utilizar los elementos tradicionales de las historias distópicas. Esta ciudad se caracteriza por un sistema de vigilancia de los motorizados, que ahora tienen el control de la ciudad y convirtieron las calles en una prisión para quienes sobreviven en ella, en la que ellos tienen el control total. La ciudad es una selva en la que los peatones son la víctima. Estos jinetes motorizados se dedican a acosar y matar a los que no piensan como ellos.
Eduardo Casanova Sucre apunta con respecto a este texto:  «Acabo de leer la novela "Jinete a pie" de Israel Centeno, publicada por Editorial Lector Cómplice. Es una novela excelente, original, bien concebida, bien escrita. Realmente impresionante. Debería bastar para poner a Centeno entre los mejores novelistas del idioma castellano. Lamentablemente, el autor no nació en España ni en Argentina ni en México ni en Perú ni en Colombia, sino en Venezuela, y eso lo condena a un injusto ostracismo, pues para tener éxito en el mundo, hoy en día, hay que tenerlo primero en su país, y en Venezuela no hay crítica literaria ni se tolera que un escritor tenga éxito. Como unos pocos privilegiados, Israel tendrá un éxito póstumo, pero unos pocos lo reconoceremos, en vida, como un gran novelista».
En su libro Criaturas de la noche, Centeno escribe siete relatos cortos en los que el Ávila es el escenario donde se tejen historias que destilan terror puro y reina la desesperanza. Como abreboca, Centeno nos introduce en la lectura con líneas de la obra del escritor cumanés José Antonio Ramos Sucre como epígrafe, y con el primer cuento también titulado Criaturas de la noche, el autor abre un portal cuyo hilo conductor es una perra amarilla. «Sí, una perra amarilla, verrugosa y flaca».
El complot narra cómo la monarquía comunista se aferra al poder y cómo ha creado toda una pesadilla de la que no se puede despertar pues las noches ya no son noches ni los días son días porque no hay calendarios. Como zombis, las personas se dividen en dos: un grupo tratando de hilvanar significados y otra amarrada a teléfonos para intentar comunicarse con Dios o con el diablo, porque la familia, perseguida por sospechosa, ha tenido que irse del mapa y corroborarse parte de un magnicidio que sólo existe en la imaginación de un sujeto que quedó para mirar desde muros y edificios. Debido a esto, vemos cómo los habitantes del territorio devastado han pensado en resolver la política a través de un atentado contra cualquier sujeto que se sienta mesías, profeta, dios o tirano de una sociedad que lo detesta, y como sabe que lo detesta la persigue, la acorrala, la apresa, la tortura y la mata. 
El relato registra, a través de personajes cuya realidad es el reflejo de los deseos abortados por el poder, la preparación, desde el mismo seno del poder, de un atentado contra un sujeto que se dice presidente de un país. El tejido narrativo, tramado con hilos que evidencian el conocimiento del lenguaje de la conspiración, descubre que desde el Ministerio de seguridad política y policial se ha preparado el complot, y que los operadores de tal evento forman parte del mismo engranaje de ese poder. Esta novela fue la causante de su exilio, pues luego de su publicación, recibió amenazas de muerte.

## Libros publicados
- Calletania (1992). Monte Ávila Editores. Caracas, Venezuela
- El rabo del diablo y otros cuentos (1993). Grupo Editorial Eclepsidra. Caracas, Venezuela
- Hilo de Cometa y otras iniciaciones (1996). Editorial Planeta Venezolana
- Exilio en Bowery (1999). Ediciones Nuevo Espacio, New Jersey. USA
- Criaturas de la noche (2000). Cuentos. Editorial Alfaguara. Caracas, Venezuela
- El Complot (2002). Novela. Alfadil. Caracas, Venezuela
- La Casa del Dragón (2004). Novela. Alfadil, Caracas, Venezuela
- Bengala (2005). Novela. Grupo Editorial Norma. Caracas, Venezuela
- Iniciaciones (2006). Novela. Editorial Periférica, Cáceres, España
- Retrato de George Dyer (2007) (incluido en reedición de Hilo de Cometa), Novela Corta, Periférica, Cáceres, España
- Calletania. Novela. Reedición en España. Editorial Periférica, Cáceres, España
- Bajo las hojas (2010). Novela. Editorial Alfaguara, Caracas
- Criaturas de la Noche Reedición (2011). Punto de Lectura. Editorial Alfaguara, Caracas
- Bamboo City (2012). Wild Age Press. . Edición bilingüe, Pennsylvania. USA
- Según pasan los años´ (2012) Sudaquia Editores. Nueva York. N.Y. US
- La Casa del Dragón (2013) Sudaquia Editores. Nueva York. N.Y. US
- Pasaje de Ida, Antología de escritores en el exilio. Compilador: Silda Cordoliani. Alfa Grupo Editorial, Caracas 2013
- The Conspiracy (El Complot) Traducción al inglés de Guillermo Parra (2014) Sampsonia Way. Pittsburgh. PA. US
- Jinete a Pie. Editorial Lector Cómplice. Caracas 2014. Venezuela
- Bamboo City Segunda edición (2014). Wild Age Press. Edición bilingüe. Pittsburgh, Pennsylvania. USA
- "Jinete a Pie" Segunda edición (2015). Editorial Lector Cómplice. Caracas, Venezuela
- La Marianne  (2015) Sudaquia Editores. Nueva York. NY. US
- "The Conspiracy" (2017) Phoneme Media, Los Angeles, Ca. US

### Traducciones
- Gordon Lish, Perú, (traducción de Israel Centeno) Editorial Periférica, Cáceres, 2010

- Fenimore Woolson El Jardín/Constance (traducción de Israel Centeno) Editorial Periférica, Cáceres, 2011

- Mary Cholmodeley Un inconveniente (traducción de Israel Centeno) Editorial Periférica, Cáceres, 2011

- Ernest Dowson Diario de un hombre de éxito (traducción de Israel Centeno)Periférica, Cáceres, 201